# پروانه لاجوردی
لاجوردی یا آبی معمولی (نام علمی: Polyommatus icarus) گونه‌ای پروانه از تیره پرنیان‌بالان است.

## تغذیه
لارو حشره از برگ درختان و پروانه‌ها از شیره گل‌های وحشی و مدفوع جانوران تغذیه می‌کند.

## عمر
عمر پروانه ۳ هفته است.

## زیرگونه‌ها
- P. i. mariscolore (Kane, 1893) Ireland
- P. i. fuchsi (Sheljuzhko, 1928) South Siberia, Transbaikalia
- P. i. omelkoi Dubatolov & Korshunov, 1995 Amur, Ussuri
- P. i. ammosovi (Kurenzov, 1970) Central Yakutia, Far East, Kamchatka
- P. i. fugitiva (Butler, 1881) Pakistan
- P. i. napaea (Grum-Grshimailo, 1891) Tian-Shan

## نگارخانه

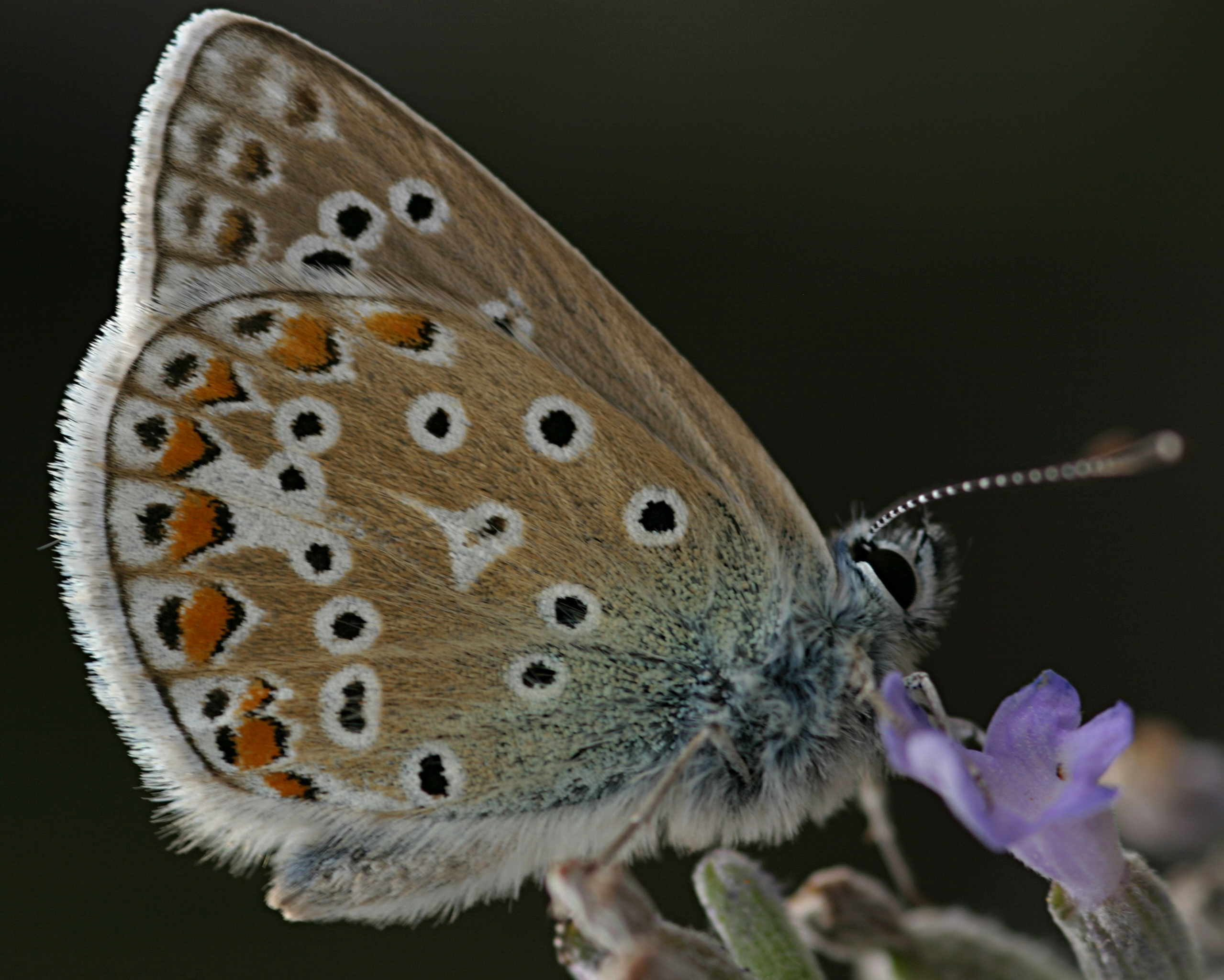
ماده
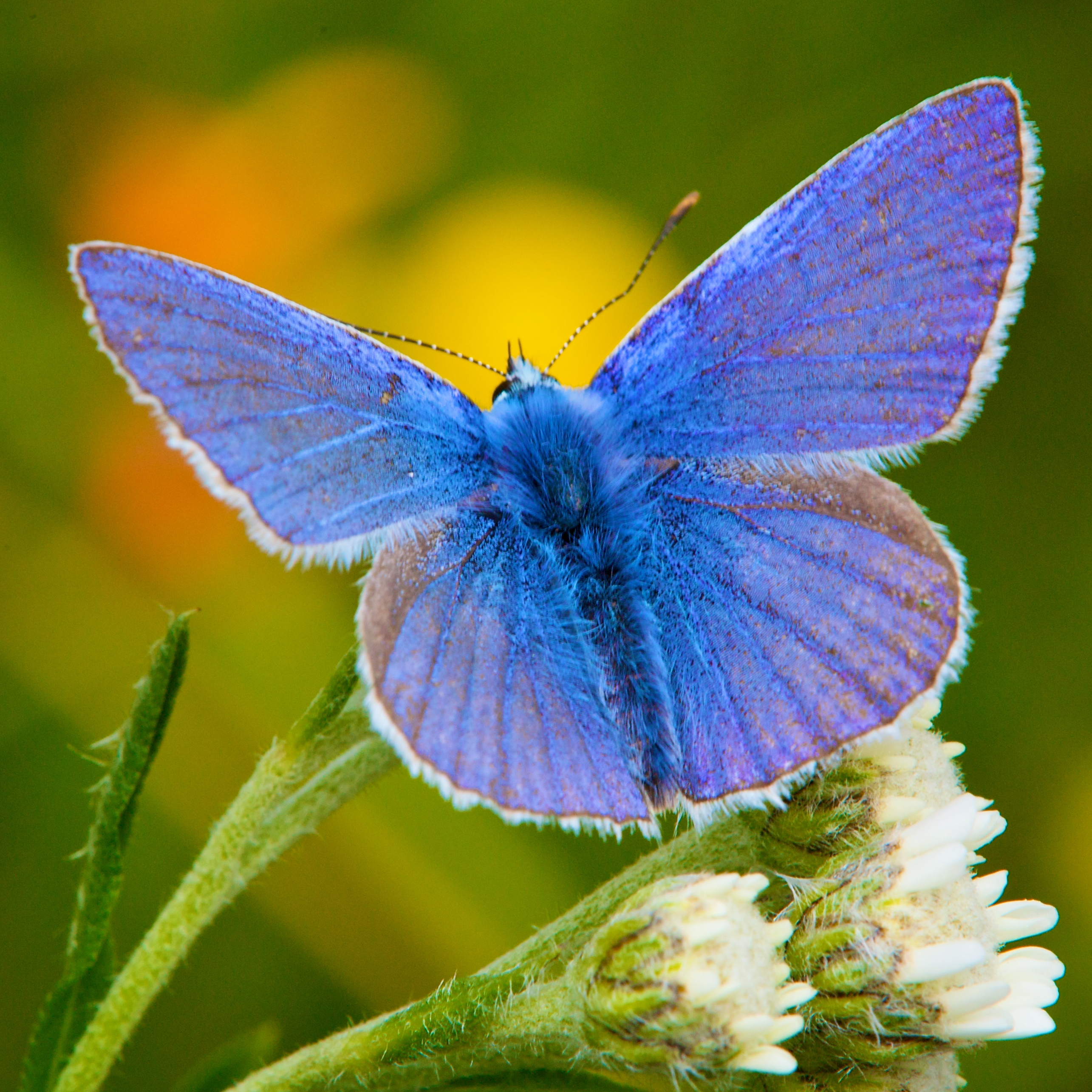
نر، شمال نروژ
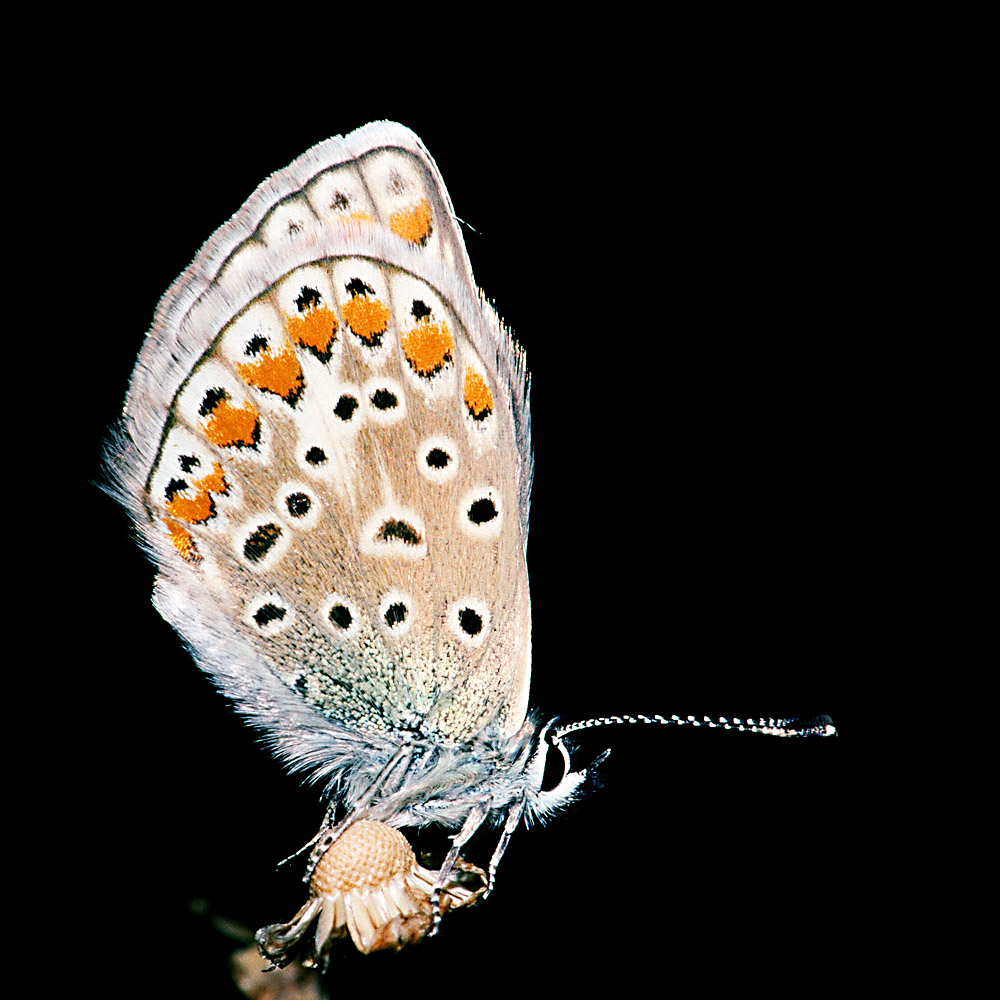
ماده
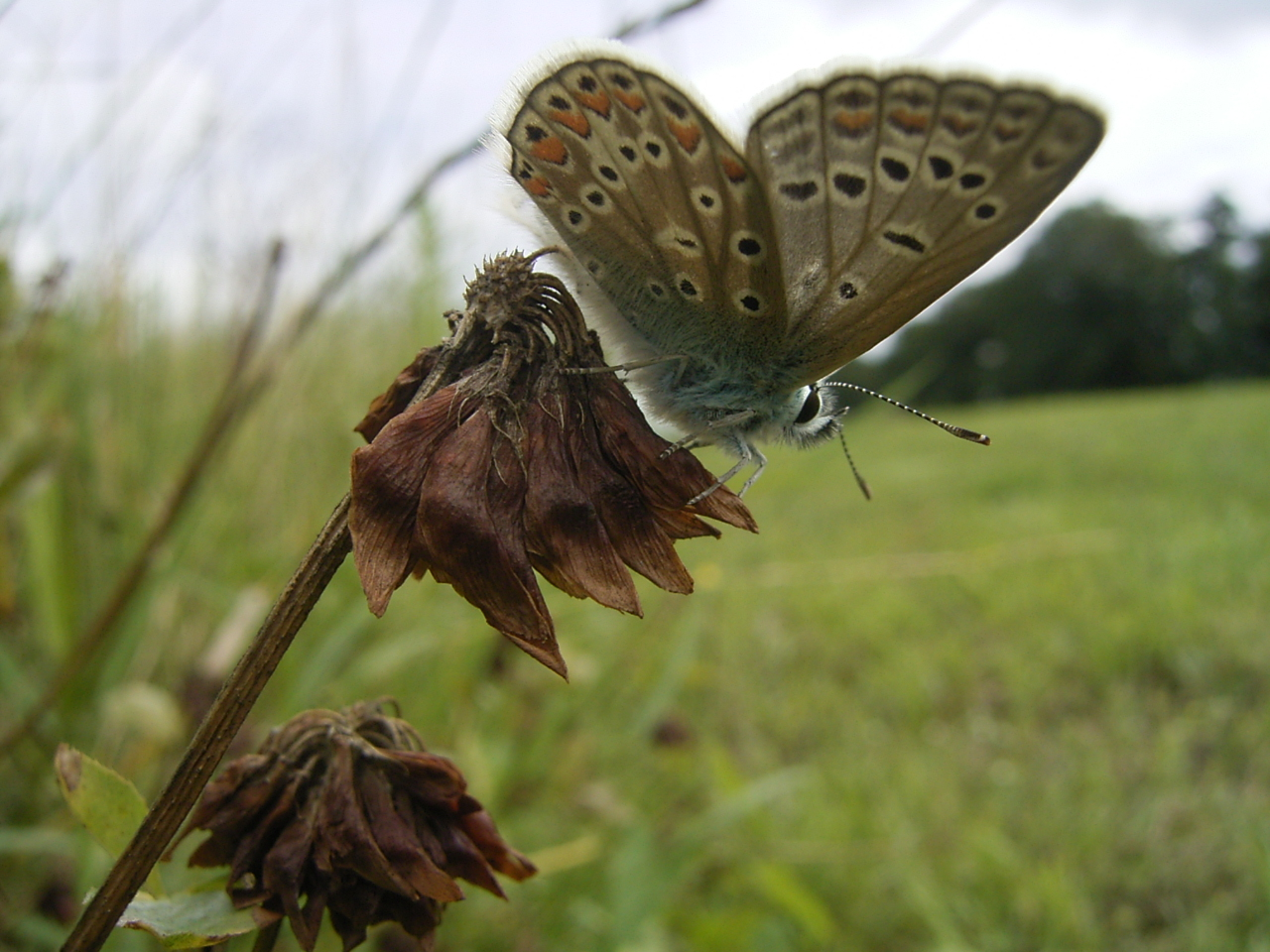
نر (از پایین)
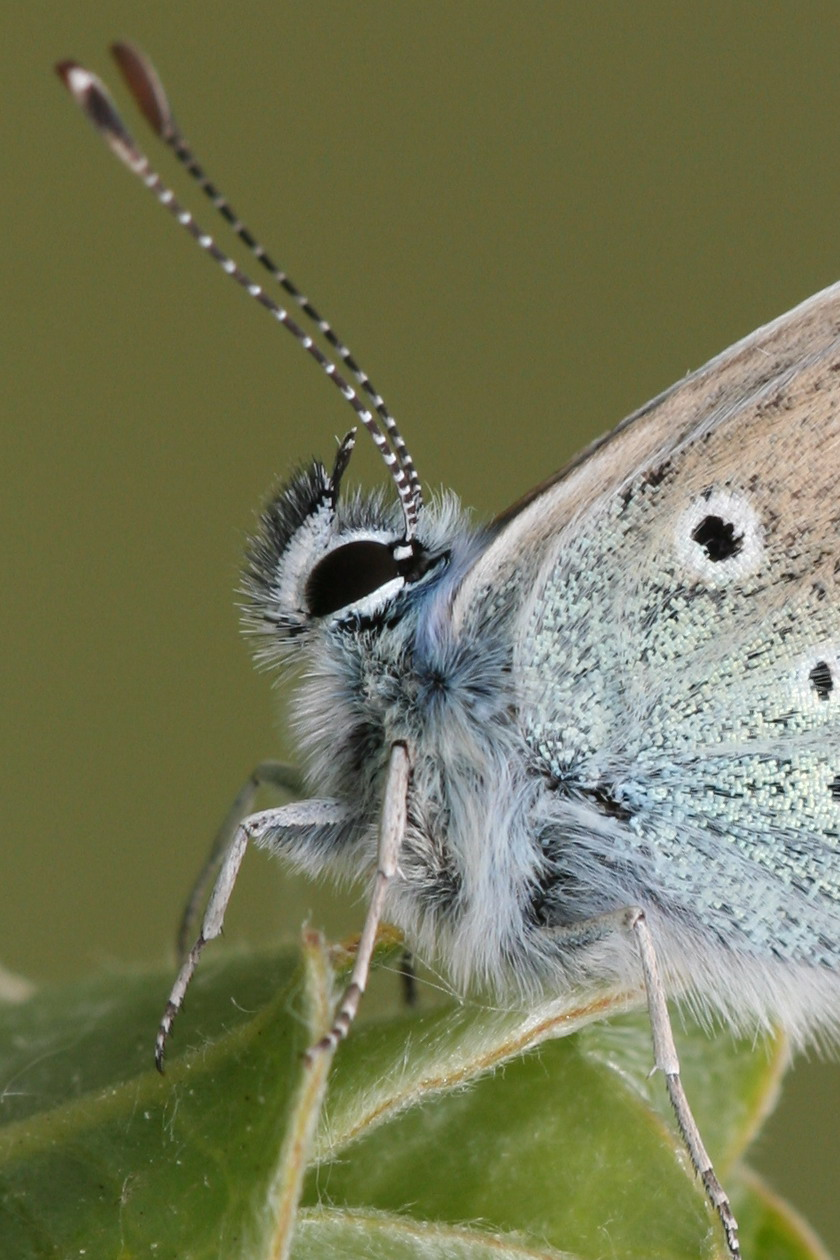
نمای نزدیک پروانه لاجوردی
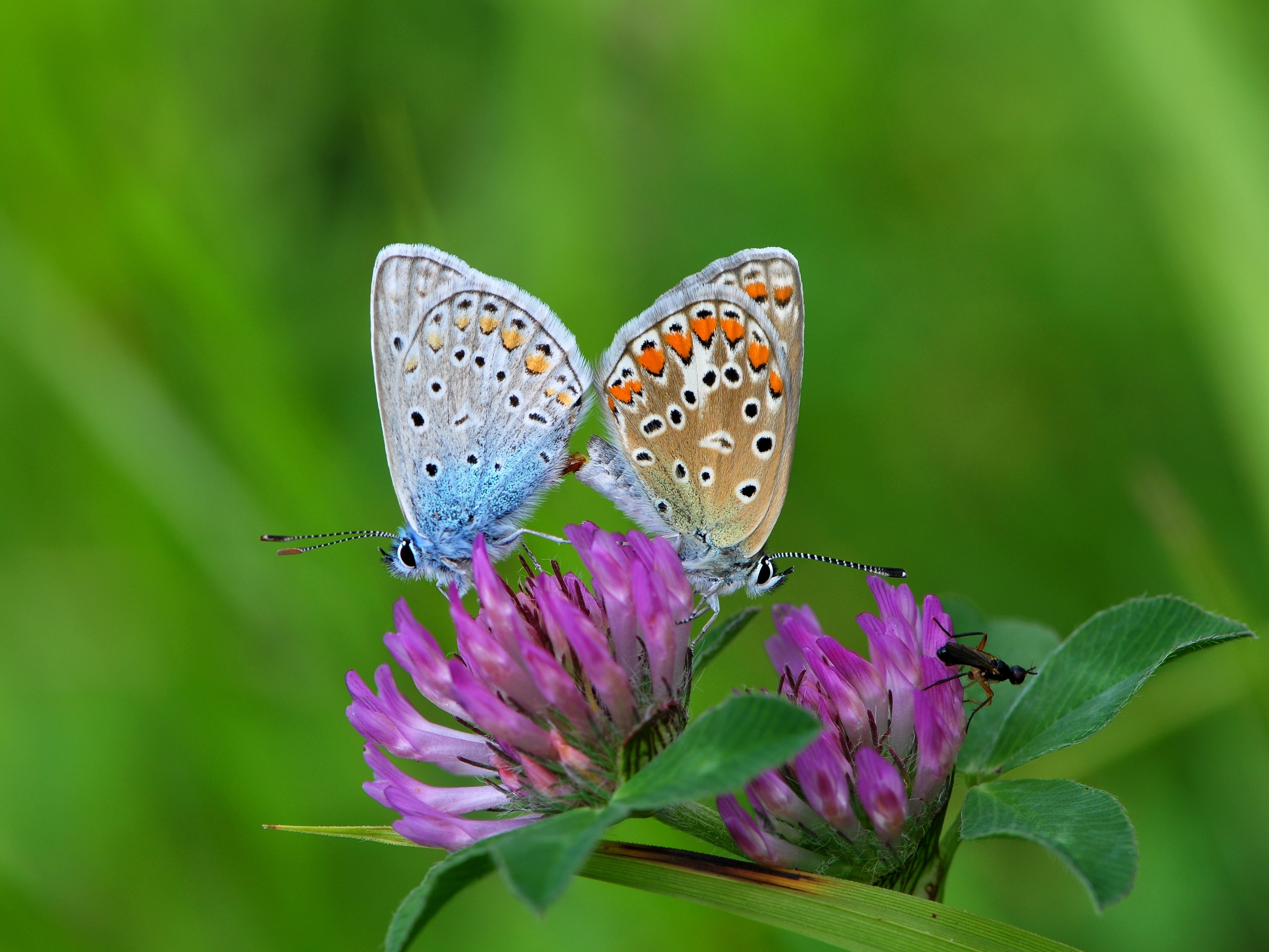
جفت‌گیری
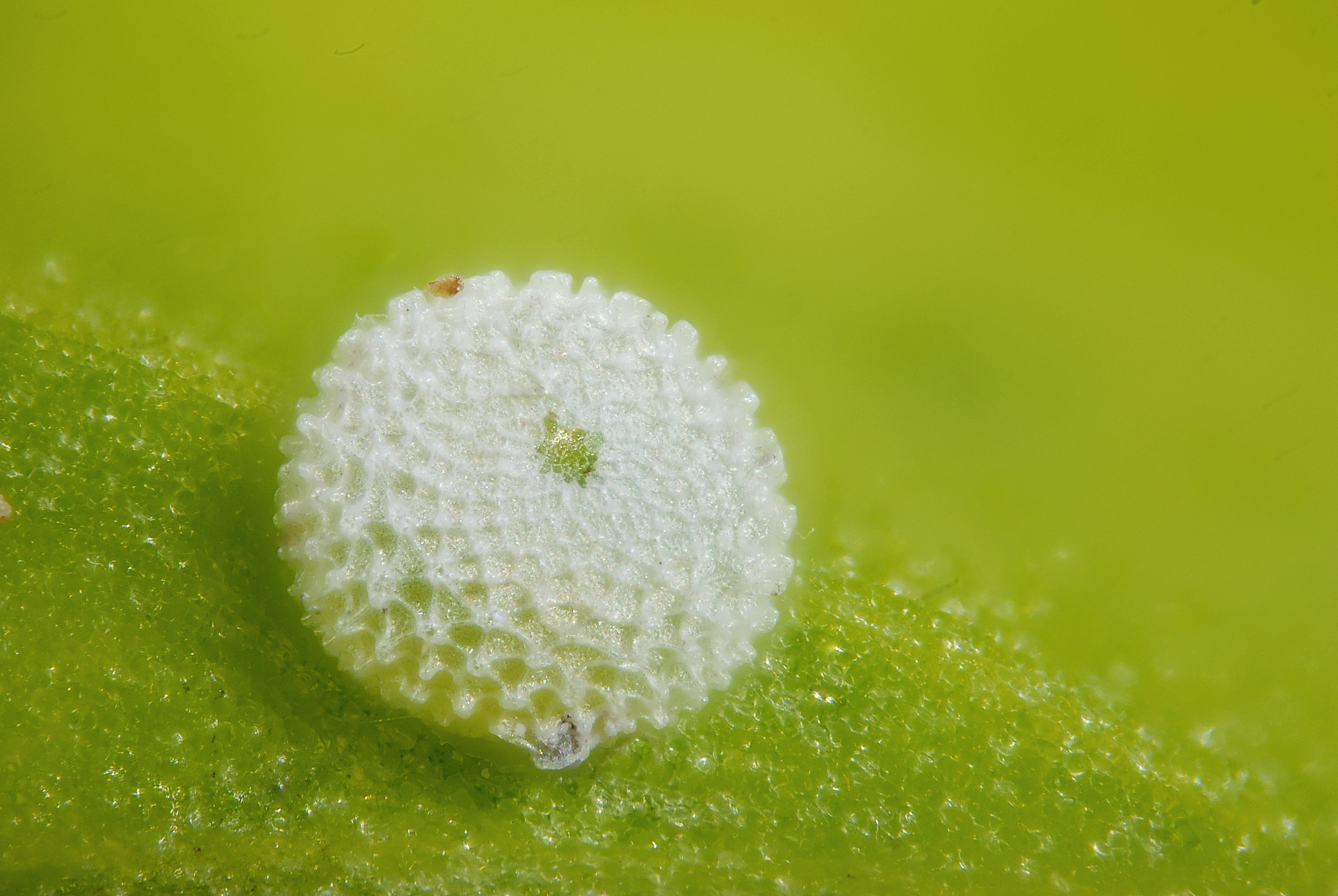
تخم پروانه